# Lazany
Lazany es un municipio del distrito de Prievidza en la región de Trenčín, Eslovaquia, con una población estimada a final del año 2024 de 1804 habitantes.
Se encuentra ubicado al este de la región, cerca del río Nitra (cuenca hidrográfica del Danubio) y de la frontera con las regiones de Banská Bystrica y Žilina.

## Demografía
| Año        | 1994 | 2004     | 2014    | 2024    |
| ---------- | ---- | -------- | ------- | ------- |
| Población  | 1382 | 1571     | 1654    | 1804    |
| Diferencia |      | +13,67 % | +5,28 % | +9,06 % |

| Año        | 2023 | 2024    |
| ---------- | ---- | ------- |
| Población  | 1785 | 1804    |
| Diferencia |      | +1,06 % |